# アグダム
座標: 北緯39度59分35秒 東経46度55分50秒 / 北緯39.99306度 東経46.93056度
アグダム (Ağdam, Agdam, Aghdam) は、アゼルバイジャン南西部にあるゴーストタウン。かつてはアグダム県の県都として栄え、1989年には28,000人の人口があった。2020年11月19日以前はアルツァフ共和国（ナゴルノ・カラバフ共和国）の実効支配区域であった。ナゴルノ・カラバフ戦争の激戦地であり、1993年7月のナゴルノ・カラバフ共和国軍（アルメニア軍）侵攻によって全てのアゼルバイジャン系住民は町を脱出した。放棄された町はアルメニア人による破壊と略奪行為の果てに、その後十数年で完全なゴーストタウンと化した。国連安全保障理事会は決議853（1993年）で「全ての敵対行為の即時停止とアグダムのほか、最近占領されたアゼルバイジャン共和国領からの占領軍の撤退および決議822の再確認」を要求している。
2010年11月、町はナゴルノ・カラバフ共和国政府によってアクナ（アルメニア語:Ակնա）に改称された。行政区画としては10kmほど離れたアスケランの一部になる。
2020年11月20日、2020年ナゴルノ・カラバフ戦争の停戦条約によりアゼルバイジャン領に復帰。その後、アゼルバイジャン政府関係者は大規模な再建計画、地雷の除去およびアルメニアに対して賠償要求を準備していると発表。
サッカーのアゼルバイジャン・プレミアリーグのカラバフFKはアグダムを本拠とする名門チームであったが、ホームタウンの陥落のため、1993年以来バクーに仮の本拠を置いて活動し続けている。